# Asellus hyugaensis
Asellus hyugaensis är en kräftdjursart som beskrevs av Matsumoto 1960. Asellus hyugaensis ingår i släktet Asellus och familjen sötvattensgråsuggor. Inga underarter finns listade i Catalogue of Life.